# Житник пасистий
Жи́тник пасистий, або ми́ша паси́ста, або польова (Apodemus agrarius (Pallas, 1771)) — вид роду житник Kaup, 1829 (миша-житник), ссавець з родини мишевих (Muridae) ряду мишоподібних (Rodentia, seu Murifurmes) надряду гризунів. Нерідко вид називають «польовою мишею» (калька з латини), проте вид ніколи не буває характерним для ланів.

## Таксономія
Єдиний вид роду у фауні Європи й України, проте у широкому трактуванні разом з цим видом до роду Apodemus sensu lato входять у ранзі підродів також представники Alsomys, Karstomys, Sylvaemus.

## Морфологія
Ознаками, що вирізняють вид поміж усіх близьких видів родини Muridae, є наявність вузької темної смуги хутра уздовж хребта, від міжочного проміжку до основи хвоста, шириною бл. 2-3 мм. Розміри дрібні, подібні до розмірів мишаків (Sylvaemus) та полівок. Довжина тіла досягає 126 мм, довжина хвоста досягає 90 мм (близько 70 % довжини тіла), підошва до 28 мм. Вуха і очі відносно невеликі. Забарвлення верхньої частини тіла сіро-вохристе, з іржавим відтінком, і зазначеною вище смугою. Нижня частина тіла сірувата. Диплоїдний набір хромосом становить 48.

## Поширення
Ареал виду дуже широкий і простягається від центральної Європи до Далекого сходу. В Україні вид найхарактерніший для лісостепової смуги, але долинами великих рік проникає далеко на південь, вглиб степової зони, де нерідко формує потужні популяції в заплавах дельт великих річок (наприклад, на Нижньому Дунаї). Живе до 1000 м над рівнем моря в Карпатах і до 2000 м на Алтаї.
В останні 30-40 рр. відбувається експансія виду на південь, зокрема завдяки штучним екокоридорам (меліоративні канали, лісосмуги, придорожні смуги), і цей вид виявляється, зокрема, в центрі Херсонщини (наприклад, в Асканії-Нова), на Донеччині й Луганщині (за межами річища Дінця).

## Екологія
Типовими місцями оселення виду є вологі біотопи, часто чагарникового типу і з добре розвиненим трав'яним покривом: узлісся, старі сади, береги струмків, заплави річок, плавні. Місцями в найпридатніших вологих трав'янистих біотопах досягає високої чисельності, яка становить (у стандартних для обліків дрібних ссавців одиницях) до 30–60 особин / 100 пастко-діб. Веде нічний спосіб життя влітку, денний і нічний восени, і, головним чином денний у зимовий період. А. agrarius дуже рухливий, мандрує на великі відстані протягом дня, оселище досягає сотні й тисячі квадратних метрів. Нори прості, з 1–2 входами; гніздові камери розташовується на невеликій глибині. Його раціон змінюється залежно від сезону і доступності харчування; зелені частини рослин переважають навесні і на початку літа, насіння і ягоди восени і взимку. Комахи становлять значну частину раціону. Зимові запаси малі.
Іншими видами дрібних ссавців, що часто живуть поруч з мишею пасистою, є мишка лучна, полівка лучна, мідиця мала, мідиця звичайна.

## Відтворення
Інтенсивність розмноження дуже висока, репродуктивний період триває близько 9 місяців, з ранньої весни до пізньої осені. За рік буває 3-4 (до 5) виводки з 4-9 (6 в середньому) дитинчатами у виводку. Вагітність до 22 днів. Статевої зрілості мишенята досягають через 3-3,5 місяці.